# Visoki napon
Visoki napon (1981) é um filme iugoslavo de 1981 dirigido por Veljko Bulajic.